# 岡田伊太郎

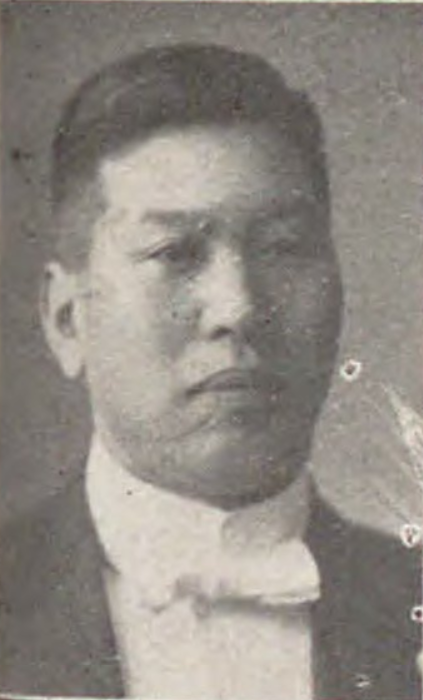
岡田伊太郎

岡田 伊太郎（おかだ いたろう、1877年（明治10年）12月1日 - 1961年（昭和36年）1月26日）は、日本の商人（農産物貿易商）、政治家・衆議院議員（立憲政友会）、実業家。

## 経歴
福井県坂井郡金津町（現・あわら市）に生まれる。生家は米穀商を営む。岡田猪平の二男、あるいは長男。1890年、従兄の初代福山甚三郎を頼って北海道に渡り、福山醸造で働く。
その後独立し、1895年、札幌郡江別村（現江別市）で雑穀商を開業。江別村会議員、同町会議員、北海道会議員、江別倉庫社長、北海道農林社長などを務めた。また江別の電気事業に関わり、函館水電取締役、北海道電力顧問を歴任し、江別発電所（1991年廃止）の建設に尽力した。
1920年5月の第14回衆議院議員総選挙で北海道第6区から立憲政友会所属で出馬し当選。以後、第15回、第16回、第18回、第19回総選挙で当選し、衆議院議員を通算五期務めた。この間、立憲政友会総務などを務めた。

## 家族
岡田家
- 妻・こと（1891年 - ?、北海道、持田辰之助の三女）[5]
- 長男・良策（1899年 - ?）[5]